# Stockton-on-the-Forest
Pour les articles homonymes, voir Stockton.
Stockton-on-the-Forest est un village et une paroisse civile du Yorkshire du Nord, en Angleterre. Il est situé à quelques kilomètres au nord-est de la ville d'York. Administrativement, il relève de l'autorité unitaire de la Cité d'York. Au recensement de 2011, il comptait 1 214 habitants.
Jusqu'en 1996, Stockton-on-the-Forest relevait du district du Ryedale. Le village abrite notamment Stockton Hall, un manoir du XVIIIe siècle reconverti en service de santé mentale.

## Étymologie
Stockton provient de deux éléments vieil-anglais et pourrait désigner une ferme (tūn) située dans un hameau isolé (stoc), ou bien une ferme en rondins de bois (stocc).